# Pietro Antonio de Mojana
Pietro Antonio De Mojana (Milano, 18 ottobre 1800 – Milano, 7 dicembre 1870) è stato un compositore italiano.

## Biografia
Nasce a Milano da Pietro Giuseppe e da donna Margherita Tapelli.
Grande amatore di musica, fu per cinque anni (1852-1857) direttore dei regi teatri della Scala e della Cannobiana.
La sua amicizia con il conte Franz von Hartig, governatore austriaco del Lombardo-Veneto, gli fu preziosa per ottenere il lasciapassare per un viaggio nel sud d'Italia. Viaggio che descrisse in un opuscolo al suo ritorno a Milano dal titolo Brevi annotazioni fatte durante il mio viaggio a Firenze, Roma e Napoli e mio ritorno a Milano dal 26 ottobre 1831, giorno di mia partenza, al giorno 6 gennaio 1832, epoca della mia restituzione costì. Viaggio di un gentiluomo milanese nell'Italia centrale all'indomani dei moti del 1831.
Nel 1832 scrisse Emma di Fondi, melodramma rappresentato al teatro Carcano con un buon successo di pubblico.
Scrisse anche Il proscritto di Venezia per il teatro di San Carlo di Napoli, ma la sua opera fu proibita dalla polizia.
Grazie sempre alla sua amicizia con il conte Hartig, fu aggregato alla corte austriaca come I.R. Scudiere il 21 novembre 1837.
Nel 1838 si sposò con donna Clara Besozzi.
Morì a Milano il 7 dicembre 1870.

## Fonti
- La Lombardia nel Risorgimento italiano: bollettino trimestrale del Comitato regionale lombardo della Società nazionale per la storia del Risorgimento italiano, Anno XIV-gennaio 1929